# Campeonato Asiático de Atletismo de 2015 - 200 m feminino
A prova dos 200 metros feminino do Campeonato Asiático de Atletismo de 2015 foi disputada entre os dias 6 e 7 de junho de 2015 no Wuhan Stadium em Wuhan, na China. 

## Recordes
Antes desta competição, os recordes mundiais e do campeonato nesta prova eram os seguintes:
|                       | Nome                     | Nacionalidade  | Tempo  | Local   | Data                   |
| --------------------- | ------------------------ | -------------- | ------ | ------- | ---------------------- |
| Recorde mundial       | Florence Griffith-Joyner | Estados Unidos | 21s 34 | Seul    | 29 de setembro de 1988 |
| Recorde do campeonato | Damayanthi Darsha        | Sri Lanka      | 22s 84 | Jacarta | 2000                   |
| Recorde asiático      | Li Xuemei                | China          | 22s 01 | Xangai  | 22 de outubro de 1997  |

## Medalhistas
| Ouro                     | Prata                | Bronze              |
| Viktoriya Zyabkina (KAZ) | Olga Safronova (KAZ) | Srabani Nanda (IND) |

## Cronograma
Todos os horários são locais (UTC+8)
| Data       | Hora  | Evento  |
| ---------- | ----- | ------- |
| 6 de junho | 09:20 | Bateria |
| 7 de junho | 14:40 | Final   |

## Resultados

### Bateria
Qualificação: 2 atletas de cada bateria  (Q) mais os  2 melhores qualificados (q). 
| Posição | Bateria | Atleta             | Nacionalidade | Tempo | Notas  |
| ------- | ------- | ------------------ | ------------- | ----- | ------ |
| 1       | 1       | Viktoriya Zyabkina | Cazaquistão   | 23.39 | Q      |
| 2       | 3       | Olga Safronova     | Cazaquistão   | 23.65 | Q      |
| 3       | 1       | Srabani Nanda      | Índia         | 23.71 | Q      |
| 4       | 3       | Kana Ichikawa      | Japão         | 23.76 | Q      |
| 5       | 2       | Lin Huijun         | China         | 23.90 | Q      |
| 6       | 2       | Dana Hussain       | Iraque        | 23.96 | Q,     |
| 7       | 2       | Maryam Toosi       | Irão          | 24.12 | q      |
| 8       | 1       | Anna Doi           | Japão         | 24.14 | q      |
| 9       | 3       | Liang Xiaojing     | China         | 24.17 |        |
| 10      | 1       | Kong Lingwei       | China         | 24.25 |        |
| 11      | 3       | Hajar Al-Khaldi    | Bahrein       | 24.99 |        |
| 12      | 2       | Aziza Sbaity       | Líbano        | 25.02 |        |
| 13      | 3       | Lê Thị Mộng Tuyền  | Vietname      | 25.26 |        |
| 14      | 1       | Chan Pui Kei       | Hong Kong     | 25.33 |        |
| 15      | 3       | Poon Hang Wai      | Hong Kong     | 25.48 |        |
| 16      | 3       | Afa Ismail         | Maldivas      | 26.27 |        |
| 17      | 2       | Shirin Akter       | Bangladesh    | 26.78 |        |
| 18      | 1       | Aminath Nazra      | Maldivas      | 27.73 |        |
| 19      | 2       | Alaa Lila          | Síria         | DSQ   | R163.3 |
| 19      | 1       | Diana Agliulina    | Uzbequistão   | DNF   |        |
| 20      | 2       | Le Tu Chinh        | Vietname      | DNS   |        |
| 20      | 2       | Kim Min-ji         | Coreia do Sul | DNS   |        |

### Final
A final da prova ocorreu dia 7 de junho às 14:40.
| Posição           | Raia | Atleta             | Nacionalidade | Resultados | Notas |
| ----------------- | ---- | ------------------ | ------------- | ---------- | ----- |
| Medalha de ouro   | 3    | Viktoriya Zyabkina | Cazaquistão   | 23.09      |       |
| Medalha de prata  | 5    | Olga Safronova     | Cazaquistão   | 23.46      |       |
| Medalha de bronze | 6    | Srabani Nanda      | Índia         | 23.54      |       |
| 4                 | 4    | Lin Huijun         | China         | 23.73      |       |
| 5                 | 8    | Kana Ichikawa      | Japão         | 23.74      |       |
| 6                 | 2    | Maryam Toosi       | Irão          | 23.95      |       |
| 7                 | 7    | Dana Hussain       | Iraque        | 24.04      |       |
| 8                 | 1    | Anna Doi           | Japão         | 24.36      |       |

Legenda
| Recorde mundial       | Recorde mundial (World record)               |                       | Recorde africano                      | Recorde africano (African) |                                           | Q | Classificado por posição (Qualified) |
| Recorde do campeonato | Recorde do campeonato (Championship record)  | Recorde da América    | Recorde da América (Americas)         | q                          | Classificado por melhor tempo (Qualified) |   |                                      |
| Melhor marca do ano   | Melhor marca do ano (World leading)          | Recorde asiático      | Recorde asiático (Asian)              | DNS                        | Não largou (Did not start)                |   |                                      |
| Recorde nacional      | Recorde nacional (National record)           | Recorde europeu       | Recorde europeu (European)            | DNF                        | Não terminou (Did not finish)             |   |                                      |
| Recorde pessoal       | Recorde pessoal do atleta (Personal best)    | Recorde da Oceania    | Recorde da Oceania (Oceania)          | DSQ / DQ                   | Desclassificado (Disqualified)            |   |                                      |
| Recorde da temporada  | Recorde da temporada do atleta (Season best) | Recorde sul-americano | Recorde sul-americano (South America) | NM                         | Sem marca (No mark)                       |   |                                      |